# Chojnik (przystanek kolejowy)
Chojnik – przystanek kolejowy w Chojniku, w województwie małopolskim, w Polsce. Znajduje się tu 1 peron.

## Ruch pasażerski
| Rok  | Wymiana pasażerska na dobę |
| ---- | -------------------------- |
| 2017 | 0-9                        |
| 2022 | 20-49                      |